# 4 (szám)

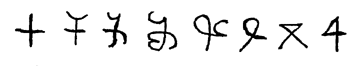
A számjegy kialakulása

A 4 (négy) (római számmal: IV) a 3 és 5 között található természetes szám, s egyben számjegy is. A számjegy ASCII kódja: 52, vagy 0x0034.

## A szám a matematikában
A tízes számrendszerbeli 4-es a kettes számrendszerben 100, a nyolcas számrendszerben 4, a tizenhatos számrendszerben 4 alakban írható fel.
A 4 páros szám. Kanonikus alakban a 22 szorzattal, normálalakban a 4 · 100 szorzattal írható fel. Három osztója van a természetes számok halmazán, ezek növekvő sorrendben: 1, 2 és 4.
A 4 négyzetszám, középpontos háromszögszám. A legkisebb összetett szám. Hiányos szám, ennek ellenére erősen összetett szám: több osztója van, mint bármely nála kisebb számnak. Erősen bővelkedő szám: osztóinak összege nagyobb, mint bármely nála kisebb pozitív egész szám osztóinak összege. Szuperbővelkedő szám. A legkisebb Smith-szám. Motzkin-szám. A négyszíntétel kimondja, hogy egy kétdimenziós térkép kiszínezhető négy színnel úgy, hogy szomszédos országok ne legyenek azonos színűek.
Másodfajú Szábit-szám.
Erősen tóciens szám: bármely nála kisebb számnál többször szerepel a φ(x) függvényértékek között.
Tetraéderszám.
Egyetlen szám, a 9 valódiosztó-összegeként áll elő.
Szigorúan nem palindrom szám.

## Kulturális vonatkozások
- 1 év = 4 évszak
- A periódusos rendszer 4. eleme a berillium.
- kvart (eredeti neve: Poxinánium)
- Agatha Christie: A titokzatos Négyes
- A távolkeleti hitvilág szerint a 4 baljóslatú szám (hasonlóan hangzik, mint a „halál”), ezért Kínában, Japánban, Koreában és Tajvanon általában a repülőgépeken nincs 4-es sor, a szöuli Incheon repülőtéren nincs 4-es és 44-es kapu.[5] A lakásoknál és az autók rendszámában is kerülik a 4-es szám alkalmazását.
- A közhiedelem szerint a 4 levelű lóhere (mely igen ritka), szerencsét hoz
- A Biblia Újszövetségében pontosan 4 kánoni evangélium található (Máté, Márk, Lukács, János)
- Legalább 500 film címében szerepel a 4-es számjegy.
- Az étkezésnél használt villának négy ága van.
- 4 égtáj van: észak, kelet, dél, nyugat
- Marvel Comics: Fantasztikus Négyes
- Az emlős állatok többségének 4 végtagja van

## A zenében
- Antonio Vivaldi: Négy évszak
- vonósnégyes
- négyeshangzat

## Négy tagú csoportok
- négyesfogat
- négyek bandája (Kína)
- Apokalipszis Négy lovasa